# Gyépémobil
A Gyépémobil (Handicar) a South Park című amerikai animációs sorozat 251. része (a 18. évad 4. epizódja). Elsőként 2014. október 15-én sugározták az Egyesült Államokban. Magyarországon 2015. március 17-én mutatta be a magyar Comedy Central.
Az epizód az autóipar egyes szereplőit figurázza ki, mint az Uber és a Lyft autómegosztó-szolgáltatók, a Tesla, valamint Matthew McConaughey ekkoriban futó, a Lincoln Motor Company-t népszerűsítő reklámjai. A cselekmény egy, a Flúgos futam című sorozatra emlékeztető versenyben kulminálódik. Ez a negyedik olyan epizód a "Terrance és Philip: Lukam nélkül soha", a "Pip" és a "Milliónyi kicsi szál" után, amelyikben a négy főszereplő fiú közül egyik sem jelenik meg. Hasonlóan a többi, Nathan és Mimsy főszereplésével készülő epizódhoz, ez a rész sincs híján a hagyományos, ún. slapstick komédia elemeknek.
A "Flúgos futam" közvetítésekor a történések narrátora ugyanúgy Kautzky Armand a magyar változatban, mint az eredeti rajzfilmben. Matthew McConaughey szinkronhangja pedig az ő állandó magyar hangja, Nagy Ervin.

## Cselekmény
|  | Alább a cselekmény részletei következnek! |

Mikor Gerald és Sheila kijönek a moziból Stephenékkel, megtudják tőlük, hogy ők nem a saját autójukkal jöttek, hanem a Gyépémobil nevű szolgáltatással, amelyet Timmy üzemeltet. Ez abból áll, hogy Timmy motoros széke mögé egy kocsit fogat és azzal húzza haza őket. Eközben látható, hogy egy orosz taxisofőr, akinek panaszkodik az utasa az autó állapotára, úgy válaszol, hogy egyre kevesebb az utas. De a Hummer-kereskedés vásárára sem érkezik senki, mert a potenciális vásárlók is a Gyépémobillal utaznak.
A fogyatékossággal küzdő gyerekek gyűjtést rendeznek a nyári táborukra. Timmy több mint kétezer dollárral magasan a legtöbb pénzt gyűjtötte össze eddig, ami nem tetszik Nathannek, mert gyűlöli a nyári tábort, ezért elhatározza, hogy tönkreteszi a Gyépémobilt, hogy ne legyen meg a pénz. Mimsy segítségével a közösségi házba megy, ahol a taxisofőrök és a Hummer-árus éppen felháborodottan vitatkoznak azon, hogy elveszítik a munkájukat. Nathan azt kérdezi (amit az epizód során többször is felidéz, mindig más válasszal), hogy "ha valaki pásztor, és egy kígyó dézsmálja a nyáját, akkor mit tesz?". Elmennek Timmyhez és alaposan helybenhagyják: baseballütőkkel verik szét a lábát. Nathan azonban rávilágít, hogy Timmy már eleve nyomorék volt, így semmit nem értek el ezzel.
Ezután Nathan felhívja azzal, hogy ő is beszállna a Gyépémobil-üzletbe. Valójában az a szándéka, hogy olyan sofőr lesz, aki szexuálisan zaklatja majd az utasokat, és így teszi tönkre az üzletet. Csakhogy mint kiderül, az első utasa egy transznemű nő, aki a zaklatására úgy reagál, hogy őt erőszakolja meg egy vécében. A Gyépémobil terjeszkedik, és most már Stephen és mások is felcsapnak sofőrnek. Nathan dühöngeni kezd emiatt, azt mondva, hogy ő már akkor is gyépés volt, amikor ezeknek fizettek érte - Mimsy rávilágít, hogy ez teljesen olyan szöveg, mint amit Matthew McConaughey mond a Lincoln-reklámokban, mire Nathan felpofozza.
Miután Elon Musk autóbemutató rendezvényén is mindenki csak a Gyépémobilról tud kérdezni, Musk dühöngeni kezd. Nathan és Mimsy egy megoldást kínálnak a számára: be kell bizonyítaniuk, hogy a Gyépémobil egy alsóbbrendű szolgáltatás. Kihívják Timmyt egy versenyre szombaton, melyről azonban kiderül, hogy nem más, mint a Flúgos futam visszatérése, amelyet annak idején a brutalitása miatt szüntettek meg. Timmy elbizonytalanodik, de a többi sofőrje, köztük McConaughey is azzal bátorítják, hogy rengeteg pénzt gyűjthet. A versenybe benevez a Lyft autója, a Zipcar bérautója McConaughey-vel, az orosz taxisofőr, a Hummer-kereskedő, Elon Musk egy Teslával, Neve Campbell a kanadaiak Pöff nevű koncepció-autójával, Timmy a Gyépémobillal, egy önműködő japán autó, és végül Gézengúz Guszti és Mardel is. Az eseményt élőben közvetíti a CNN, és az egész város ezt nézi.
A verseny szabályai szerint fel kell venniük egy utast, és vele együtt kell átszelniük a célvonalat. Nathannek az a szándéka, hogy Timmy érjen oda elsőnek, mert az nem elég, hogy veszít, hanem pereskednie is kell, hogy elbukja a céget - ennek érdekében robbantani akar, amikor már felvette az utast. A Lyft sofőrje ér oda elsőnek, de a Hummer-kereskedő lenyúlja az utast, majd Elon Musk egy ágyúval leszedi a kocsit, és megszerzi az utast, akit végül az orosz taxisofőr kaparint meg. A szoros befutó előtt azonban Gézengúz Guszti kivág egy fát, ami az útra zuhan és több autó kiesését eredményezi. Timmy talpon marad, felveszi az utast, és tovább halad a cél felé. Nathan robbantani akar, ám ekkor megjelennek a Gyépémobil-sofőrök, akik lelökik a Teslát az útról. Nathanék ekkor átszállnak a Gézengúz Mobilba, és újra robbantani próbálnak. Mimsy azonban rossz helyre teszi a bombát (mert Nathan instrukciója szerint a "képmutató nyálas köcsög" autója alá kellett tennie a bombát, "akit mindenki szeret"), és tévedésből McConaughey-t robbantja fel, akit a robbanás után elnyel egy féregjárat (utalásként a "Csillagok között" című filmre).
Timmy nyer, Elon Musk pedig felvásárolja 2,3 milliárd dollárért a Gyépémobilt, így természetesen meg tudják rendezni a nyári tábort. Aznap este Nathan utolsó esélyként megpróbálja közölni az anyjával, hogy nem akar nyári táborba menni. Ő azonban megjátssza, hogy egy szavát sem érti, mert az apjával nem akarják, hogy tönkretegye az olasz nyaralásukat.

## Fordítás
Ez a szócikk részben vagy egészben  a   Handicar című angol Wikipédia-szócikk ezen változatának fordításán alapul.  Az eredeti cikk szerkesztőit annak laptörténete sorolja fel. Ez a jelzés csupán a megfogalmazás eredetét és a szerzői jogokat jelzi, nem szolgál a cikkben szereplő információk forrásmegjelöléseként.